# Čierna hora (1152 m)
Čierna hora (1152 m) – szczyt w Górach Wołowskich w łańcuchu Rudaw Słowackich we wschodniej Słowacji. Wznosi się na zachodnim krańcu tych gór, po północno-zachodniej stronie miejscowości Dobszyna (Dobšiná). Jest całkowicie porośnięty lasem. Przez szczyt biegnie granica Parku Narodowego Słowacki Raj, należą do niego północno-zachodnie zbocza Čiernej hory. Z zboczy wschodnich spływają potoki uchodzące do Dobszyńskiego Potoku (Dobšinský potok).